# 291 هـ
291 هـ هي سنة في التقويم الهجري امتدت مقابلةً في التقويم الميلادي بين سنتي 903 و904.

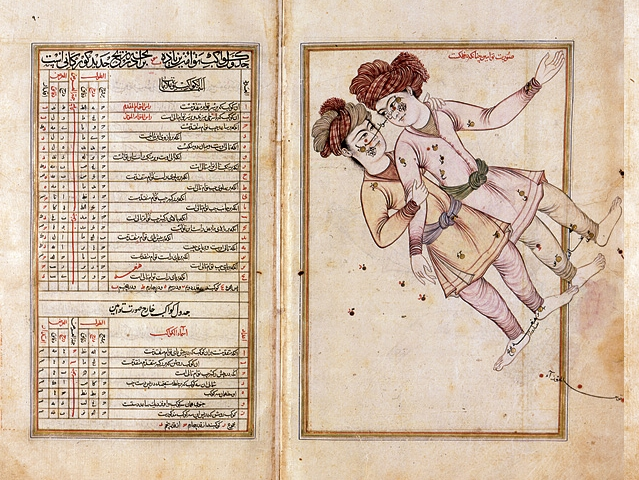
كوكبة الرامي من كتاب صور الكواكب الثمانية والأربعين للصوفي

## مواليد
- عبد الرحمن بن عمر الصوفي
- أبو بكر القفال الشاشي
- عبد الله بن محمد الباجي

## وفيات
- أحمد بن أبي سليمان
- إبراهيم الخواص
- ثعلب النحوي
- القاسم بن عبيد الله